# Mika Godts
Mika Godts, né le 7 juin 2005 à Louvain en Belgique, est un footballeur belge qui joue au poste d'attaquant à l'Ajax Amsterdam.

## Biographie

### En club

#### Jeunesse et formation
Mika Godts quitte le centre de formation du RSC Anderlecht pour celui du KRC Genk en 2020. Considéré à l'époque comme un grand talent en devenir, il peut déjà compter sur l'intérêt de grands clubs européens comme l'Ajax Amsterdam, le PSV Eindhoven, Manchester City et Arsenal. Au début de la saison 2022-2023, il intègre le noyau des espoirs limbourgeois, le Jong Genk, qui évolue pour la première fois en Division 1B. Godts fait ses débuts professionnels le 14 août 2022. Titularisé face au Lierse Kempenzonen, il inscrit son premier but à la 59e minute, contribuant à la victoire quatre buts à un de son équipe.
Le 7 septembre 2022, Dimitri De Condé, alors directeur technique de Genk, annonce que Godts rejoint l'équipe première du KRC Genk. Cependant, début décembre, le club annonce qu'aucun accord n'a été trouvé concernant une éventuelle prolongation du contrat du joueur, alors que celui-ci arrive à expiration, et que par conséquent, il retourne dans le noyau du Jong Genk. Déçu, Godts quitte le club limbourgeois en janvier 2023 pour l'Ajax Amsterdam, où il signe un contrat de deux ans et demi,. Dimitri De Condé reconnaît plus tard avoir commis une erreur en espérant convaincre Godts à resigner en l'intégrant au noyau A.

#### Ajax Amsterdam (depuis 2023)
En janvier 2023, Mika Godts rejoint donc l'Ajax Amsterdam, où il intègre principalement le noyau espoir du Jong Ajax mais, dès sa première saison, est également appelé sur le banc de l'équipe première à quelques occasions. Il fait ses débuts dans le noyau A le 9 avril 2023, contre le Fortuna Sittard, lorsqu'il monte au jeu à la place de Dušan Tadić à deux minutes du terme.
Lors de la préparation à la saison 2023-2024, il participe au camp d'entraînement de l'équipe première et fait ses premiers pas sur la scène européenne le 24 août 2023, face au Ludogorets Razgrad lors des barrages de la Ligue Europa, lorsqu'il remplace Mohammed Kudus dans les arrêts de jeu. Godts joue principalement pour les espoirs lors de la première motié de la saison avant d'intégrer de manière définitive l'équipe première en mars 2023, titularisé pour la première fois le 17 mars, face au Sparta Rotterdam et disputant huit des neuf dernières rencontres de la saison.
Au début de la saison 2024-2025, il marque son premier but officiel en équipe première le 22 août, à la 27e minute de la rencontre de barrages de la Ligue Europa, à l'extérieur contre le Jagiellonia Białystok. Godts est alors encore le seul véritable ailier gauche de l'équipe, après que l'Ajax ait loué Carlos Forbs aux Wolverhampton Wanderers, vendu Steven Bergwijn à l'Al-Ittihad et manqué le transfert de Kamaldeen Sulemana appelé à remplacer ce dernier dans l'effectif amstellodamois. Une blessure encourue le 10 novembre face au FC Twente au muscle ischio-jambier freine son élan et l'écarte des terrains pendant trois semaines. Godts signe son retour de la plus belle des manières le 8 décembre, face à l'AZ Alkmaar, en inscrivant un but huit minutes à peine après être monté au jeu pour Chuba Akpom,.

### En sélections nationales
Mika Godts compte une sélection avec les moins de 15 ans. Totalisant huit sélections et un but chez les moins de 17 ans, il participe à la campagne de qualification et à la phase finale de l'Euro U17 2022 en Israël. Godts dispute le tour élite de l'Euro U19 2023 et le premier tour des élminatoires de l'Euro U19 2024 avec les moins de 19 ans, collectant sept sélections et deux buts.
Gill Swerts le sélectionne une première fois chez les espoirs fin août 2024 en vue du déplacement au Kazakhstan, le 10 septembre, dans le cadre des éliminatoires à l'Euro U21 mais est finalement écarté pour méforme. D'abord présélectionné chez les Diables Rouges en novembre, Godts est laissé à disposition des espoirs par Domenico Tedesco pour le double barrage décisif face à la Tchéquie mais il doit déclarer forfait à la suite d'une blessure encourue en championnat néerlandais,.

## Statistiques

### En club
| Saison                | Club                  | Championnat           | Championnat | Championnat | Championnat | Coupe(s) nationale(s) | Coupe(s) nationale(s) | Coupe(s) nationale(s) | Compétition(s) continentale(s) | Compétition(s) continentale(s) | Compétition(s) continentale(s) | Compétition(s) continentale(s) | Total | Total | Total |
| Saison                | Club                  | Division              | M.          | B.          | P.d.        | M.                    | B.                    | P.d.                  | Comp.                          | M.                             | B.                             | P.d.                           | M.    | B.    | P.d.  |
| 2022-2023             | Jong Genk             | Division 1B           | 19          | 7           | 1           | -                     | -                     | -                     | -                              | -                              | -                              | -                              | 19    | 7     | 1     |
| 2022-2023             | Jong Ajax             | Eerste Divisie        | 11          | 3           | 1           | -                     | -                     | -                     | -                              | -                              | -                              | -                              | 11    | 3     | 1     |
| 2023-2024             | Jong Ajax             | Eerste Divisie        | 14          | 6           | 3           | -                     | -                     | -                     | -                              | -                              | -                              | -                              | 14    | 6     | 3     |
| Sous-total            | Sous-total            | Sous-total            | 25          | 9           | 4           | -                     | -                     | -                     | -                              | -                              | -                              | -                              | 25    | 9     | 4     |
| 2022-2023             | Ajax Amsterdam        | Eredivisie            | 3           | 0           | 1           | 1                     | 0                     | 0                     | C1+C3                          | -                              | -                              | -                              | 4     | 0     | 1     |
| 2023-2024             | Ajax Amsterdam        | Eredivisie            | 13          | 0           | 2           | -                     | -                     | -                     | C3+C4                          | 3+0                            | 0+0                            | 0+0                            | 16    | 0     | 2     |
| 2024-2025             | Ajax Amsterdam        | Eredivisie            | 29          | 4           | 3           | 2                     | 0                     | 0                     | C3                             | 16                             | 4                              | 4                              | 47    | 8     | 7     |
| 2025-2026             | Ajax Amsterdam        | Eredivisie            | 1           | 0           | 0           | -                     | -                     | -                     | C1                             | -                              | -                              | -                              | 1     | 0     | 0     |
| Sous-total            | Sous-total            | Sous-total            | 46          | 4           | 6           | 3                     | 0                     | 0                     | -                              | 19                             | 4                              | 4                              | 68    | 8     | 10    |
| Total sur la carrière | Total sur la carrière | Total sur la carrière | 90          | 20          | 11          | 3                     | 0                     | 0                     | -                              | 19                             | 4                              | 4                              | 112   | 24    | 15    |